# Theodor Julius Kiellerup
Theodor Julius Kiellerup (7. marts 1818 i København – 14. maj 1850 i München) var en dansk dyremaler.
Kiellerup var søn af vare- og vekselmægler Daniel Kiellerup (1784 – 1865) og Cecilie Vilhelmine født Iversen (1798 – 1879). Straks efter sin konfirmation (1833) kom han på Kunstakademiet og rykkede 1837 op i gibsskolen, men gik ikke videre. Han begyndte allerede at udstille 1836 med En Hund og solgte to lovende ungdomsarbejder (1838 og 1840) til Den Kongelige Malerisamling. Forholdene nødte ham til at rejse bort, og fra 1841 var han bosat i München, hvor han sluttede sig til den da blomstrende malerskole. Fra 1844 af søgte han flere gange Akademiet om rejseunderstøttelse uden dog at se sit ønske opfyldt. Imidlertid ægtede han 1847 en dame fra München, Maria Delcroix (død 1882), men allerede 14. maj 1850 bortrev døden ham. Kiellerup bevarede stadig forbindelsen med hjemmet, udstillede i København og solgte billeder til landsmænd; men samtidig vandt han stedse større navn i Tyskland. Fra gengivelsen af hunde, som havde været emnet for hans første arbejder, vendte han sin opmærksomhed mod de i fri tilstand levende dyr, hvoriblandt Vildsvin, som angribes af Hunde (tilhørte Christian 8.), En Gemsejagt (udst. 1844, godsejer Peder Brønnum Scavenius).